# بيتر إليس
بيتر إليس (بالإنجليزية: Peter Ellis)‏ هو كاتب نيوزلندي، ولد في 30 مارس 1958 في كرايستشرش في نيوزيلندا.